# Илас
Илас — река в России, протекает по Приморскому району Архангельской области. Длина реки составляет 17 км.
Вытекает из озера Иласское на высоте 57,8 м над уровнем моря. Впадает в озеро Лахта (сообщающееся с озером Холмовским) на высоте 14 м над уровнем моря, возле посёлка Катунино; из озера Лахта, поблизости от устья реки Илас, берёт своё начало река Лесная, вытекающая из Лахты. В устьевой части реку пересекает мост автодороги М8 («Холмогоры»).

## Происхождение названия
А. К. Матвеев считает название балтийским по происхождению и сравнивает его с лит. yla — «коса, мыс».

## Данные водного реестра
По данным государственного водного реестра России относится к Двинско-Печорскому бассейновому округу, водохозяйственный участок реки — Северная Двина от впадения реки Вага и до устья, без реки Пинега, речной подбассейн реки — Северная Двина ниже места слияния Вычегды и Малой Северной Двины. Речной бассейн реки — Северная Двина.
Код объекта в государственном водном реестре — 03020300412103000039449.